# Jillian Richardson
Jillian Cheryl „Jill” Richardson, po mężu Richardson-Briscoe (ur. 10 marca 1965 w Guayaguayare) – kanadyjska lekkoatletka specjalizująca się w długich biegach sprinterskich, trzykrotna uczestniczka letnich igrzysk olimpijskich (Los Angeles 1984, Seul 1988, Barcelona 1992), srebrna medalistka olimpijska z Los Angeles w biegu sztafetowym 4 x 400 metrów.

## Sukcesy sportowe
- trzykrotna mistrzyni Kanady: dwukrotnie w biegu na 200 metrów (1988, 1989) oraz w biegu na 400 metrów (1987)[2]

| Rok  | Miasto       | Zawody                                       | Konkurencja                           | Wynik                       |
| ---- | ------------ | -------------------------------------------- | ------------------------------------- | --------------------------- |
| 1982 | Barquisimeto | Mistrzostwa państw panamerykańskich juniorów | bieg na 400 m bieg na 200 m           | złoty medal brązowy medal   |
| 1982 | Brisbane     | Igrzyska Wspólnoty Narodów                   | sztafeta 4 × 400 m                    | złoty medal                 |
| 1983 | Edmonton     | Uniwersjada                                  | sztafeta 4 × 400 m                    | srebrny medal               |
| 1983 | Caracas      | Igrzyska panamerykańskie                     | sztafeta 4 × 400 m sztafeta 4 × 100 m | srebrny medal brązowy medal |
| 1983 | Helsinki     | Mistrzostwa świata                           | sztafeta 4 × 400 m                    | 4. miejsce                  |
| 1984 | Los Angeles  | Igrzyska olimpijskie                         | sztafeta 4 × 400 m                    | srebrny medal               |
| 1986 | Edynburg     | Igrzyska Wspólnoty Narodów                   | sztafeta 4 × 400 m bieg na 400 m      | złoty medal srebrny medal   |
| 1987 | Indianapolis | Igrzyska panamerykańskie                     | bieg na 400 m sztafeta 4 × 400 m      | srebrny medal               |
| 1987 | Rzym         | Mistrzostwa świata                           | sztafeta 4 × 400 m bieg na 400 m      | 4. miejsce 6. miejsce       |
| 1989 | Budapeszt    | Halowe mistrzostwa świata                    | bieg na 400 m                         | brązowy medal               |
| 1989 | Casablanca   | Igrzyska frankofońskie                       | bieg na 400 m                         | złoty medal                 |
| 1992 | Barcelona    | Igrzyska olimpijskie                         | sztafeta 4 × 400 m bieg na 400 m      | 4. miejsce 5. miejsce       |

## Rekordy życiowe
- bieg na 300 metrów – 36,89 – Gateshead 17/07/1992
- bieg na 400 metrów – 49,91 – Seul 25/09/1988 –
- bieg na 400 metrów (hala) – 51,69 – Birmingham 22/02/1992 –